# Sâncraiu de Mureș
Sâncraiu de Mureș (Hongaars: Marosszentkirály; letterlijk: Heilige koning op de Mureş) is een comună in het district Mureş in Roemenië. Het is opgebouwd uit twee dorpen, namelijk:
- Nazna (Hongaars: Náznánfalva)
- Sâncraiu de Mureş (Hongaars: Marosszentkirály)

Nazna is een vrijwel volledig Roemeenstalig dorp (8,5% van de bevolking is Hongaarstalig) terwijl de hoofdkern een forse Hongaarse component heeft met 40% Hongaarstaligen. De gemeente vormt een Roemeenstalige enclave, alle buurgemeenten kennen een Hongaarstalig karakter (de stad Tirgu Mures is 50/50 Roemeens en Hongaarstalig).

## Demografie
In 1910 telde de gemeente 2205 inwoners, 1366 Roemenen en 834 Hongaren (38%).  
In 2002 telde de comună 6.268 inwoners, in 2007 waren dit er al 6.861. Dit is een stijging van 593 inwoners (+9,5%) in vijf jaar tijd. Het heeft een etnisch gemixte bevolking waarvan er volgens de volkstelling van 2007 zo'n 4.240 (61,8%) Roemenen en 2.274 (33,2%) Szeklerse Hongaren waren.
In 2011 was de bevolking door suburbanisatie vanuit Târgu Mureș gestegen tot 7489 inwoners. Hiervan waren er 4671 Roemenen (62,4%), 2254 Hongaren (30,1%) en 312 Roma (4,2%). De gemeente is daarmee weer een beetje Roemeenser geworden ten koste van de Hongaren in het traditionele Szeklerland.

## Galerij

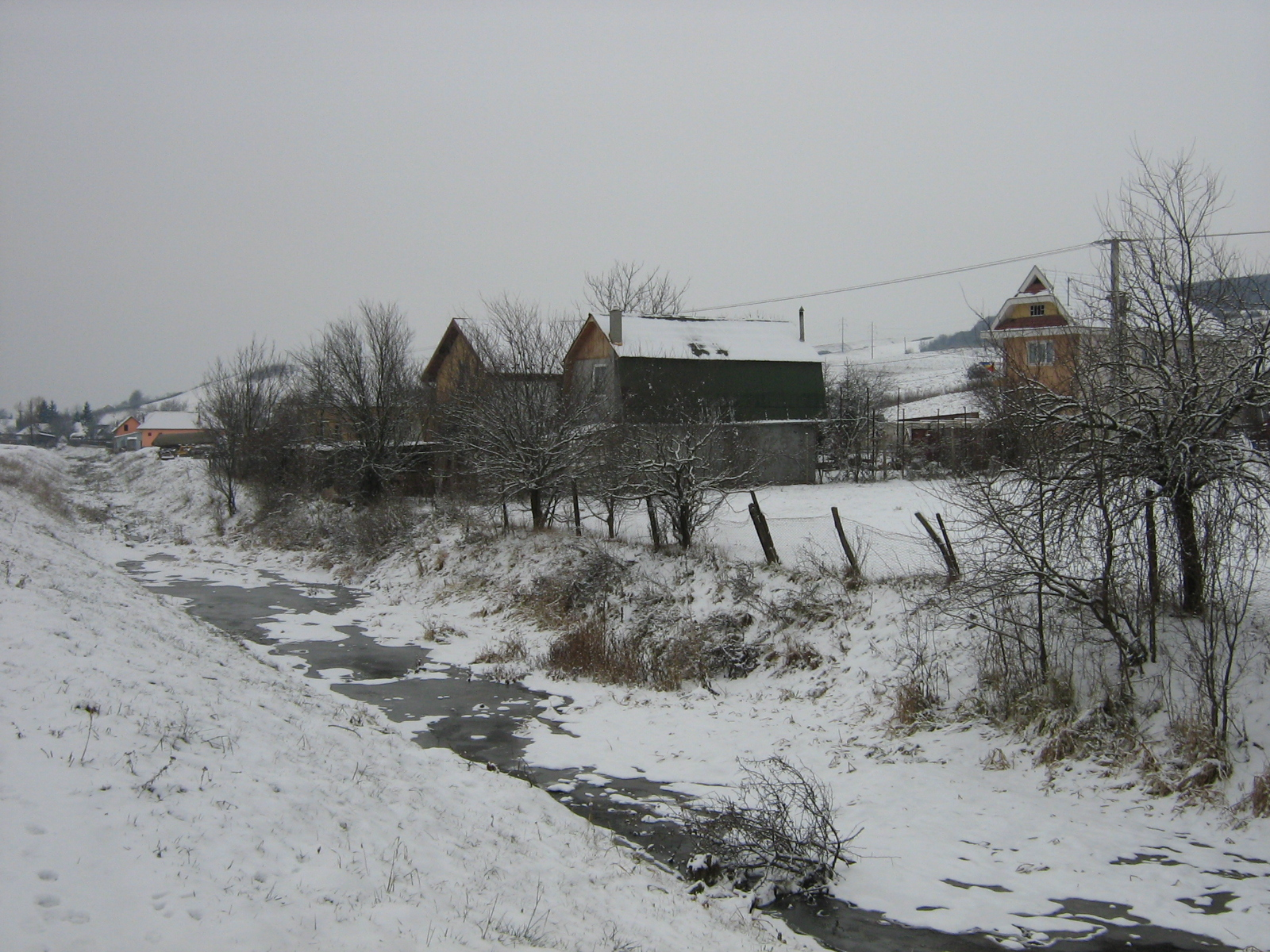
Een winters zicht op Sâncraiu de Mureş